# Fujifilm FinePix X100
Fujifilm FinePix X100 (фуджифильм фа́йнпикс-икс-сто) — беззеркальный цифровой фотоаппарат, анонсированный компанией «Фудзифилм» в сентябре 2010 года и продающийся с марта 2011 года. Дизайн FinePix X100 выполнен в ретростиле и напоминает о дальномерных фотоаппаратах 1960-х — 1970-х годов. Фотоаппарат оснащён несменным светосильным объективом с фиксированным фокусным расстоянием Fujinon 23mm f/2 и относительно крупной КМОП-матрицей формата APS-C с кроп-фактором 1,5; эквивалентное фокусное расстояние объектива составляет 35 мм. Уникальной особенностью модели является гибридный видоискатель, который может переключаться между режимами оптического изображения и электронного видоискателя.
Фотоаппарат отмечен многочисленными премиями за дизайн, технологии и качество изображения. Производится на заводе в Тайве, префектура Мияги, Япония. Рекомендованная стоимость составляет 1200 долларов в США, 1000 евро на европейском рынке и 40 000 рублей в России. Модель предназначена для профессиональных фотографов и энтузиастов, которым нужен компактный фотоаппарат с исключительным качеством снимков.
В январе 2012 года компания представила фотоаппарат со сменными объективами Fujifilm X-Pro1, который вобрал в себя многие дизайнерские и конструктивные черты модели FinePix X100.
В январе 2013 года появился преемник Fujifilm FinePix X100 — фотоаппарат Fujifilm X100S, который унаследовал от X100 внешний вид, но получил серьёзно модернизированную электронику и улучшенную эргономику.

## Корпус и механика
Верхняя панель и нижняя поверхность камеры выполнены из магниевого сплава. Установка выдержки и экспокоррекции осуществляется с помощью дисков, расположенных на верхней панели фотоаппарата. Диафрагма устанавливается вручную на объективе. Возможна ручная фокусировка объектива. При этом доступно полностью автоматическое управление экспозицией в режиме программной линии.

## Объектив
Объектив, специально разработанный компанией для X100 и отнесённый к марке «Фудзинон», имеет фокусное расстояние 23 мм и светосилу 1:2, эквивалентное фокусное расстояние составляет приблизительно 35 мм. Оптическая схема объектива включает в себя 8 элементов в 6 группах, включая один двусторонний асферический элемент, выпускаемый методом формовки. Между первой и второй группой находятся нейтральный фильтр, затвор и диафрагма. Расстояние между задней линзой и матрицей составляет всего 5,6 мм.
В процессе разработки фотоаппарата изначально рассматривались несколько вариантов эквивалентного фокусного расстояния объектива: 24 мм, 28 мм, 35 мм и 50 мм. Создателями оценивались размеры объектива, его способность удовлетворить ожидания пользователя, а также широта применения.
С целью получения привлекательного рисунка размытия фона в объективе использована 9-лепестковая диафрагма, обеспечивающая почти идеально круглое отверстие.

## Электроника
Фотоаппарат оснащён 12-мегапиксельной КМОП-матрицей размером 23,6 × 15,8 мм (кроп-фактор 1,52). Согласно тестам DxOMark, X100 на момент появления обладал лучшим сенсором среди незеркальных фотоаппаратов по совокупности характеристик (динамический диапазон, уровень шума, количество различаемых цветов и градаций серого). Более высокие оценки получили лишь появившиеся позднее модели: Sony NEX-5N, Sony NEX-7, Pentax K-01.

## Комплект поставки
Вместе с фотоаппаратом в комплекте прилагаются аккумуляторная батарея NP-95 и зарядное устройство BC-65N, наплечный ремень и металлический зажим для него, USB-кабель, крышка объектива. На компакт-диске записано программное обеспечение — Viewer и Raw File Converter.

## Аксессуары
Специально для X100 выпущены бленда LH-X100 в комплекте с кольцом-адаптером (розничная стоимость в США в январе 2012 — около 130 долларов, в России — 4500 рублей) и отдельно кольцо-адаптер AR-X100 (50 долларов и 1900 рублей, соответственно). Адаптер имеет резьбовое соединение диаметром 49 мм и предназначен для установки светофильтров, теле- и широкоугольных конвертеров, а также других аксессуаров с соответствующей резьбой.
Также предлагается кожаный чехол LC-X100 (около 120 долларов в США и от 5 до 6 тыс. рублей в России в январе 2012).
Фотоаппарат совместим со вспышками Fujifilm EF-20 и EF-42.
Сторонние производители выпускают для X100 различные аксессуары, среди которых накладки на кнопку спуска, чехлы, сменные панели и др.

### WCL-X100
15 мая 2012 года был анонсирован и в июне появился в продаже широкоугольный конвертер WCL-X100 с увеличением 0,8, который, будучи установленным на объектив, обеспечивает эквивалентное фокусное расстояние 28 мм (реальное фокусное расстояние составит 19 мм). Для использования конвертера необходимо обновление микропрограммы до версии 1.30.
Конвертер предлагается как в серебристом, так и в чёрном исполнении. Рекомендованная стоимость — 350 долларов США.

### TCL-X100
В мае 2014 года был выпущен телеконвертер TCL-X100, с которым эффективное фокусное расстояние объектива становится равным 50 мм. Для корректной работы телеконвертера требуется обновление микропрограммы до версии 2.10.
Конвертер выпускается в серебристом и в чёрном исполнении. Рекомендованная стоимость — 350 долларов США.

## Производство
Фотоаппарат был представлен 19 сентября 2010 года накануне выставки Photokina, которая прошла в Кёльне с 21 по 26 сентября. 8 февраля 2011 состоялся коммерческий анонс: было объявлено, что X100 появится в продаже в марте по цене 1200 долларов США или 1000 евро. 8 марта компания предупредила, что из-за высокого спроса ожидаются задержки поставок, а спустя три дня на север Японии обрушились землетрясение и последовавшее за ним цунами, остановившие производство.
Фабрика в Тайве оказалась примерно в 100 км от эпицентра землетрясения и была повреждена. Никто из работавших на предприятии не пострадал, однако сроки поставки оказались сдвинуты. Компания смогла оперативно восстановить производство, 23 марта была снова запущена сборочная линия, и 28 марта было объявлено о возобновлении поставок. Землетрясение и цунами не затронули производство других моделей компании, так как они расположены в других местах.
«Фудзифилм» опубликовала видеоролик, рассказывающий о том, как компания в короткие сроки смогла восстановить выпуск X100.
Эти события не повлияли на ожидаемый объём продаж в течение 2011 года: в октябре компания объявила, что к сентябрю поставлено 60 тысяч единиц, а до конца года планируется поставить 100 тысяч, что повторяет прогноз, сделанный в начале года.

## X100 Black Limited Edition
10 января 2012 года был анонсирован выпуск ограниченной серии Fujifilm FinePix X100, с 8 марта она поступила в продажу. Фотоаппараты этой серии имеют корпус чёрного цвета, в комплекте прилагается кожаный чехол, чёрный снаружи и красный изнутри. Также в комплект входят переходное кольцо, бленда и защитный светофильтр. Каждый фотоаппарат снабжается сертификатом с указанием серийного номера. Объём ограниченной серии составляет 10.000 экземпляров.
Объявленная стоимость — 1600 долларов, что на 400 долларов дороже обычных X100, в комплект поставки которых не входят перечисленные аксессуары. Стоимость бленды LH-X100 с кольцом-адаптером составляет около 140 долларов, кожаного чехла LC-X100 (коричневого цвета) — около 130 долларов. Официальная стоимость в России — 60 000 рублей.

## Микропрограмма
Встроенное программное обеспечение фотоаппарата может быть обновлено пользователем. Для этого необходимо загрузить с официального сайта последнюю версию программного обеспечения, скопировать его на отформатированную SD-карту и включить фотоаппарат удерживая кнопку «DISP/BACK». По состоянию на ноябрь 2013 компанией было выпущено несколько обновлений микропрограммы, актуальная версия — 2.10.
| Версии микропрограммы Fujifilm FinePix X100 | Версии микропрограммы Fujifilm FinePix X100 | Версии микропрограммы Fujifilm FinePix X100 |
| Версия                                      | Дата                                        | Улучшения и исправления |
| ------------------------------------------- | ------------------------------------------- | --- |
| 1.01                                        | 21.04.2011                                  | Исправлено: фотоаппарат не включался, если был выключен после съёмки в режиме брэкетинга чувствительности при включённом режиме быстрого старта. |
| 1.10                                        | 24.06.2011                                  | Многочисленные изменения и улучшения. |
| 1.11                                        | 24.10.2011                                  | Улучшено: производительность автофокусировки на близких расстояниях съёмки. Исправлено: небольшие ошибки в логике работы. |
| 1.12 1.13                                   | 09.02.2012                                  | Улучшено: поддержка Mac OS 10.7. Исправлено: небольшие ошибки в логике работы. Версия 1.13 предназначена для моделей, продававшихся в Японии; она увеличивает количество поддерживаемых языков с 2 до 35. |
| 1.20                                        | 21.03.2012                                  | Улучшено: многочисленные изменения в меню: кнопка RAW сделана настраиваемой; aункция «Автоуправление ISO» стала доступна из меню выбора ISO и др. Улучшено: скорость и точность работы автофокуса, а также работа автоэкспозиции в режиме записи видео. |
| 1.21                                        | 05.04.2012                                  | Исправлено: проблемы, возникающие при проверке точки фокусировки путём нажатия кнопки AE-L/AF-L в ручном режиме при версии 1.20. |
| 1.30                                        | 15.05.2012                                  | Добавлено: поддержка широкоугольного конвертера WCL-X100. Улучшено: выбор фокусировочных точек при переключении в режим оптического видоискателя. Исправлено: изменение максимальной выдержки в режиме автоматического ISO отражается без выключения-включения фотоаппарата. |
| 2.00                                        | 18.10.2013                                  | Улучшено: скорость автофокусировки повысилась почти на 20 % для различных условий съемки, включая яркое освещение, плохое освещение и измененное фокусное расстояние. Улучшено: минимальная дистанция фокусировки в обычном режиме (не макро) стала почти на 30 % короче. Добавлено: функция подсветки зоны фокусировки. Улучшено: ручная фокусировка. Улучшено: время перехода камеры в режим съемки сократилось примерно на 0,2 секунды. Улучшено: удобнее стал выбор зоны фокусировки. Раньше зону фокусировки можно было выбрать, удерживая кнопку автофокусировки (AF) на задней панели. В новой прошивке нажатие кнопки AF активирует экран выбора зоны фокусировки. Исправлено: самовыключение в режиме длительной выдержки («bulb»). |
| 2.01                                        | 06.11.2013                                  | Исправлено: сбой при работе в режиме ручной фокусировки. |
| 2.01                                        | 23.04.2014                                  | Добавлено: поддержка телеконвертера WCL-X100. |

## Конкуренты
На рынке представлены лишь три модели, оснащённые несменным фикс-объективом и сенсором формата APS-C. Все они не имеют видоискателя — только жидкокристаллический экран на задней панели для наведения в режиме реального времени.
Sigma DP1 и DP2 находятся в той же ценовой категории и оснащены объективами, у которых эквивалентные фокусные расстояния составляют 28 мм (DP1) и 41 мм (DP2). Фотоаппараты имеют сенсор с кроп-фактором 1,74, выполненный по технологии Foveon X3. Модели появились в продаже в 2008—2009 годах; обновлённые версии называются DP1x и DP2x.
Leica X1 оснащена таким же сенсором, что и FinePix X100. Объектив имеет эквивалентное фокусное расстояние 36 мм, но светосила на ступень меньше — 1:2,8. Эта модель почти вдвое дороже X100 — рекомендованная стоимость составляет 1395 фунтов стерлингов (около 2200 долл.). Обновлённая версия выпускается с индексом X2.
Также в качестве конкурентов могут рассматриваться беззеркальные фотоаппараты со сменными объективами, оснащённые компактными объективами, такие как Olympus PEN E-P3 с объективом Zuiko Digital 25mm 1:2.8 Pancake или Sony Alpha NEX-5N с Sony E 16mm F2.8 Pancake (англ. pancake — блинчик).

## Награды
Fujifilm FinePix X100 стал лауреатом премий TIPA (Technical Image Press Association) и EISA (European Imaging and Sound Association):
- TIPA Best Premium Camera (2011)[20],
- EISA European Advanced Compact Camera (2011—2012)[21].

Фотоаппарат также отмечен наградами ряда авторитетных изданий:
- Camera Grand Prix Awards в номинации «выбор редакторов» (2011)[23][24],
- Stuff Cool List (2011),
- IF Product Design Award (2012),
- Good Design Award (2011),
- Popular Photography «POP AWARD 2011» в категории Best Gear of the Year (2011)[25].